# Gilbert Sauvan

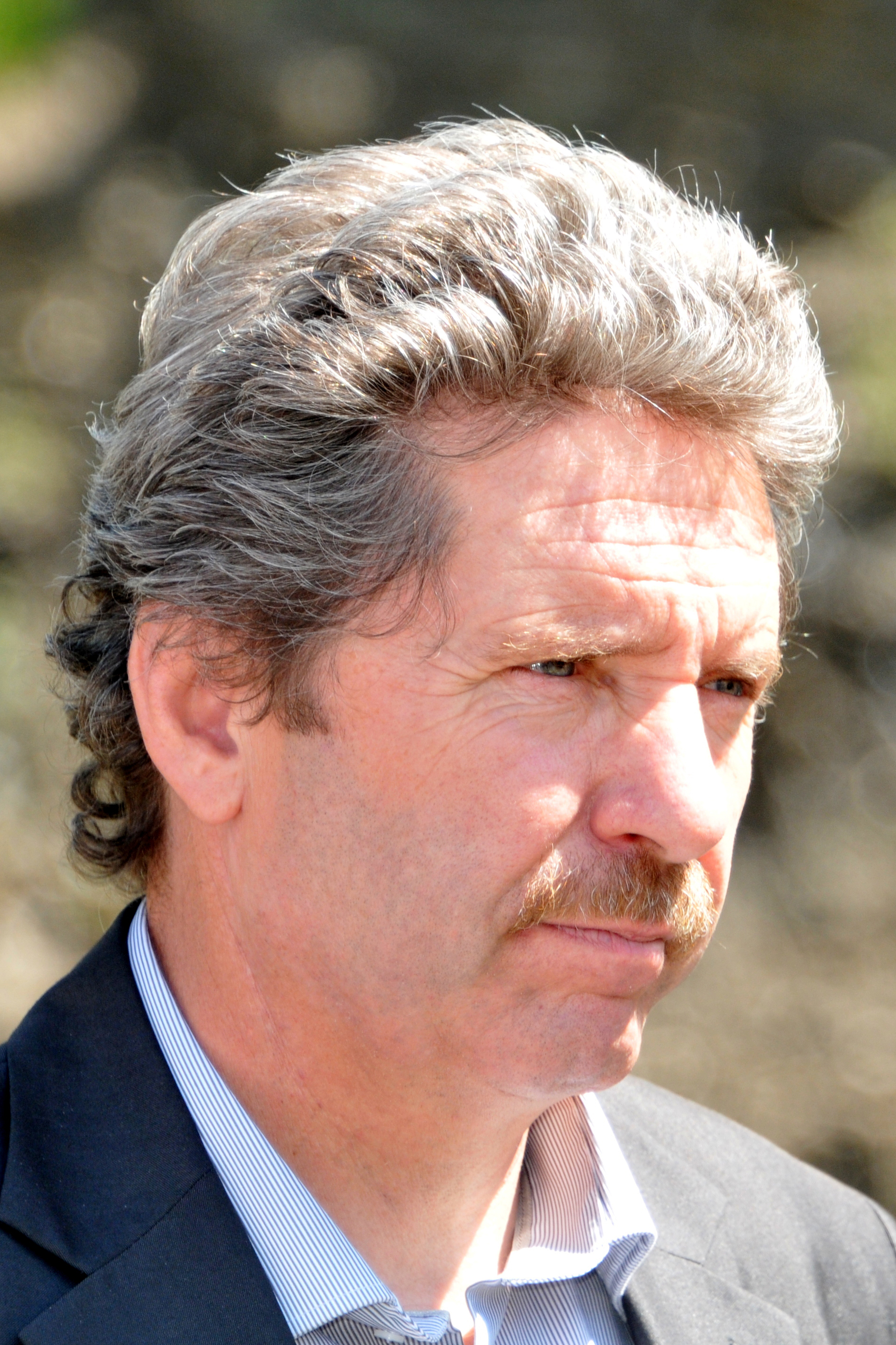
Gilbert Sauvan, 2013

Gilbert Sauvan (* 15. Juli 1956 in Peyroules, Département Alpes-de-Haute-Provence; † 16. September 2017) war ein französischer Politiker. Er war ab 2012 Abgeordneter der Nationalversammlung und trat für die Sozialisten an.
Sauvan, Sohn einer Bauernfamilie in den Westalpen, trat 1980 in die Parti socialiste ein und wurde 1983 zum Bürgermeister seines Geburtsortes Peyroules gewählt. Im Zuge der Parlamentswahlen 1997 wurde er zum Stellvertreter von Jean-Louis Bianco, dem Abgeordneten des 1. Wahlkreises des Départements Alpes-de-Haute-Provence. Ab 1998 vertrat er zudem den Kanton Castellane im Generalrat des Départements und wurde 2012 zu dessen Präsidenten gewählt. Im Jahr 2008 gab Sauvan seine Tätigkeit als Bürgermeister von Peyroules auf und wurde stattdessen zum Bürgermeister von Castellane gewählt. Bei den Parlamentswahlen 2012 trat er im ersten Wahlkreis an, da Bianco zuvor seinen Rückzug erklärt hatte. Er wurde im zweiten Wahlgang mit 58,6 % der Stimmen gewählt.